# Olympische Sommerspiele 1988/Basketball – Männer
Das Basketballturnier der Herren bei den Olympischen Spielen 1988 wurde vom 17. bis 30. September ausgetragen. Insgesamt nahmen 12 Teams teil.

## Vorrunde

### Gruppe A
| Rang | Nation                       | Spiele | Siege | Ndlg. | Körbe   | Diff. | Punkte | Qualifikation  |
| ---- | ---------------------------- | ------ | ----- | ----- | ------- | ----- | ------ | -------------- |
| 1.   | Jugoslawien                  | 5      | 4     | 1     | 468:384 | +84   | 9      | Viertelfinale  |
| 2.   | Sowjetunion                  | 5      | 4     | 1     | 460:393 | +67   | 9      | Viertelfinale  |
| 3.   | Australien                   | 5      | 3     | 2     | 429:408 | +21   | 8      | Viertelfinale  |
| 4.   | Puerto Rico                  | 5      | 3     | 2     | 382:387 | −5    | 8      | Viertelfinale  |
| 5.   | Zentralafrikanische Republik | 5      | 1     | 4     | 346:436 | −90   | 6      | Platz 9 bis 12 |
| 6.   | Südkorea                     | 5      | 0     | 5     | 384:461 | −77   | 5      | Platz 9 bis 12 |

| 18. September 1988 9:45 |                                                                   | Australien | 81 – 77                                             | Puerto Rico | Jamsil-Sporthalle, Seoul Zuschauer: 9.000 Schiedsrichter: Douvis (GRE), Zych (POL) |
| 18. September 1988 9:45 | Punkte pro Halbzeit: 50–36, 31–41.                                |            |                                                     |             | Jamsil-Sporthalle, Seoul Zuschauer: 9.000 Schiedsrichter: Douvis (GRE), Zych (POL) |
| 18. September 1988 9:45 | Punkte: Gaze 33 Rebounds: Longley 6 Assists: Carroll, Sengstock 3 |            | Punkte: Ortiz 18 Rebounds: Mincy 8 Assists: Ortiz 2 |             | Jamsil-Sporthalle, Seoul Zuschauer: 9.000 Schiedsrichter: Douvis (GRE), Zych (POL) |
| 18. September 1988 9:45 |                                                                   |            |                                                     |             | Jamsil-Sporthalle, Seoul Zuschauer: 9.000 Schiedsrichter: Douvis (GRE), Zych (POL) |

| 18. September 1988 19:30 |                                                                  | Zentralafrikanische Republik | 73 – 70                                                         | Südkorea | Jamsil-Sporthalle, Seoul Zuschauer: 13.000 Schiedsrichter: Rubinsztein (ARG), Kotleba (TCH) |
| 18. September 1988 19:30 | Punkte pro Halbzeit: 47–30, 26–40.                               |                              |                                                                 |          | Jamsil-Sporthalle, Seoul Zuschauer: 13.000 Schiedsrichter: Rubinsztein (ARG), Kotleba (TCH) |
| 18. September 1988 19:30 | Punkte: Lavodrama 21 Rebounds: Lavodrama 11 Assists: Lavodrama 3 |                              | Punkte: Kim H.-j. 30 Rebounds: Lee M.-k. 9 Assists: Kim H.-j. 2 |          | Jamsil-Sporthalle, Seoul Zuschauer: 13.000 Schiedsrichter: Rubinsztein (ARG), Kotleba (TCH) |
| 18. September 1988 19:30 |                                                                  |                              |                                                                 |          | Jamsil-Sporthalle, Seoul Zuschauer: 13.000 Schiedsrichter: Rubinsztein (ARG), Kotleba (TCH) |

| 18. September 1988 21:30 |                                                                               | Sowjetunion | 79 – 92                                                          | Jugoslawien | Jamsil-Sporthalle, Seoul Zuschauer: 13.000 Schiedsrichter: Forte (USA), Weiland (CAN) |
| 18. September 1988 21:30 | Punkte pro Halbzeit: 33–39, 46–53.                                            |             |                                                                  |             | Jamsil-Sporthalle, Seoul Zuschauer: 13.000 Schiedsrichter: Forte (USA), Weiland (CAN) |
| 18. September 1988 21:30 | Punkte: Sokk, Marčiulionis 22 Rebounds: Belostenny 6 Assists: Sokk, Sabonis 2 |             | Punkte: Petrović 25 Rebounds: Paspalj 11 Assists: vier Spieler 1 |             | Jamsil-Sporthalle, Seoul Zuschauer: 13.000 Schiedsrichter: Forte (USA), Weiland (CAN) |
| 18. September 1988 21:30 |                                                                               |             |                                                                  |             | Jamsil-Sporthalle, Seoul Zuschauer: 13.000 Schiedsrichter: Forte (USA), Weiland (CAN) |

| 20. September 1988 14:30 |                                                                         | Südkorea | 74 – 79                                             | Puerto Rico | Jamsil-Sporthalle, Seoul Zuschauer: 13.000 Schiedsrichter: Totschew (BUL), Radonjić (YUG) |
| 20. September 1988 14:30 | Punkte pro Halbzeit: 30–38, 44–41.                                      |          |                                                     |             | Jamsil-Sporthalle, Seoul Zuschauer: 13.000 Schiedsrichter: Totschew (BUL), Radonjić (YUG) |
| 20. September 1988 14:30 | Punkte: Lee C.-h. 23 Rebounds: Kim Y.-t. 6 Assists: Hur J., Kim H.-j. 4 |          | Punkte: Ortiz 14 Rebounds: Ortiz 9 Assists: Ortiz 2 |             | Jamsil-Sporthalle, Seoul Zuschauer: 13.000 Schiedsrichter: Totschew (BUL), Radonjić (YUG) |
| 20. September 1988 14:30 |                                                                         |          |                                                     |             | Jamsil-Sporthalle, Seoul Zuschauer: 13.000 Schiedsrichter: Totschew (BUL), Radonjić (YUG) |

| 20. September 1988 19:30 |                                                               | Zentralafrikanische Republik | 61 – 102                                                   | Jugoslawien | Jamsil-Sporthalle, Seoul Zuschauer: 4.500 Schiedsrichter: Affini (BRA), Zhu (CHN) |
| 20. September 1988 19:30 | Punkte pro Halbzeit: 21–51, 40–51.                            |                              |                                                            |             | Jamsil-Sporthalle, Seoul Zuschauer: 4.500 Schiedsrichter: Affini (BRA), Zhu (CHN) |
| 20. September 1988 19:30 | Punkte: Lavodrama 30 Rebounds: Lavodrama 13 Assists: Goporo 5 |                              | Punkte: Petrović 17 Rebounds: Čutura 9 Assists: Petrović 4 |             | Jamsil-Sporthalle, Seoul Zuschauer: 4.500 Schiedsrichter: Affini (BRA), Zhu (CHN) |
| 20. September 1988 19:30 |                                                               |                              |                                                            |             | Jamsil-Sporthalle, Seoul Zuschauer: 4.500 Schiedsrichter: Affini (BRA), Zhu (CHN) |

| 20. September 1988 21:30 |                                                           | Australien | 69 – 91                                                        | Sowjetunion | Jamsil-Sporthalle, Seoul Zuschauer: 2.000 Schiedsrichter: Steeves (CAN), Sánchez (ESP) |
| 20. September 1988 21:30 | Punkte pro Halbzeit: 35–53, 34–38.                        |            |                                                                |             | Jamsil-Sporthalle, Seoul Zuschauer: 2.000 Schiedsrichter: Steeves (CAN), Sánchez (ESP) |
| 20. September 1988 21:30 | Punkte: Keogh 15 Rebounds: Sengstock 7 Assists: Longley 3 |            | Punkte: Kurtinaitis 21 Rebounds: Sabonis 20 Assists: Sabonis 4 |             | Jamsil-Sporthalle, Seoul Zuschauer: 2.000 Schiedsrichter: Steeves (CAN), Sánchez (ESP) |
| 20. September 1988 21:30 |                                                           |            |                                                                |             | Jamsil-Sporthalle, Seoul Zuschauer: 2.000 Schiedsrichter: Steeves (CAN), Sánchez (ESP) |

| 21. September 1988 16:30 |                                                                    | Südkorea | 92 – 104                                                | Jugoslawien | Jamsil-Sporthalle, Seoul Zuschauer: 12.000 Schiedsrichter: Sánchez (ESP), Abdul Seoud (EGY) |
| 21. September 1988 16:30 | Punkte pro Halbzeit: 46–48, 46–56.                                 |          |                                                         |             | Jamsil-Sporthalle, Seoul Zuschauer: 12.000 Schiedsrichter: Sánchez (ESP), Abdul Seoud (EGY) |
| 21. September 1988 16:30 | Punkte: Lee C.-h. 38 Rebounds: Kim Y.-t. 7 Assists: drei Spieler 2 |          | Punkte: Petrović 22 Rebounds: Divac 14 Assists: Divac 4 |             | Jamsil-Sporthalle, Seoul Zuschauer: 12.000 Schiedsrichter: Sánchez (ESP), Abdul Seoud (EGY) |
| 21. September 1988 16:30 |                                                                    |          |                                                         |             | Jamsil-Sporthalle, Seoul Zuschauer: 12.000 Schiedsrichter: Sánchez (ESP), Abdul Seoud (EGY) |

| 21. September 1988 19:30 |                                                      | Puerto Rico | 81 – 93                                                            | Sowjetunion | Jamsil-Sporthalle, Seoul Zuschauer: 8.000 Schiedsrichter: Jungebrand (FIN), Weiland (CAN) |
| 21. September 1988 19:30 | Punkte pro Halbzeit: 39–37, 42–56.                   |             |                                                                    |             | Jamsil-Sporthalle, Seoul Zuschauer: 8.000 Schiedsrichter: Jungebrand (FIN), Weiland (CAN) |
| 21. September 1988 19:30 | Punkte: Morales 19 Rebounds: Ramos 8 Assists: Cruz 3 |             | Punkte: Marčiulionis 32 Rebounds: Wolkow 8 Assists: drei Spieler 2 |             | Jamsil-Sporthalle, Seoul Zuschauer: 8.000 Schiedsrichter: Jungebrand (FIN), Weiland (CAN) |
| 21. September 1988 19:30 |                                                      |             |                                                                    |             | Jamsil-Sporthalle, Seoul Zuschauer: 8.000 Schiedsrichter: Jungebrand (FIN), Weiland (CAN) |

| 21. September 1988 21:30 |                                                      | Australien | 106 – 67                                                        | Zentralafrikanische Republik | Jamsil-Sporthalle, Seoul Zuschauer: 1.500 Schiedsrichter: Fang (CHN), Forte (USA) |
| 21. September 1988 21:30 | Punkte pro Halbzeit: 57–35, 49–32.                   |            |                                                                 |                              | Jamsil-Sporthalle, Seoul Zuschauer: 1.500 Schiedsrichter: Fang (CHN), Forte (USA) |
| 21. September 1988 21:30 | Punkte: Gaze 25 Rebounds: Longley 8 Assists: Keogh 3 |            | Punkte: Lavodrama 30 Rebounds: Lavodrama 9 Assists: Lavodrama 3 |                              | Jamsil-Sporthalle, Seoul Zuschauer: 1.500 Schiedsrichter: Fang (CHN), Forte (USA) |
| 21. September 1988 21:30 |                                                      |            |                                                                 |                              | Jamsil-Sporthalle, Seoul Zuschauer: 1.500 Schiedsrichter: Fang (CHN), Forte (USA) |

| 23. September 1988 16:30 |                                                                 | Zentralafrikanische Republik | 67 – 71                                                     | Puerto Rico | Jamsil-Sporthalle, Seoul Zuschauer: 800 Schiedsrichter: Duranti (ITA), Abdul Seoud (EGY) |
| 23. September 1988 16:30 | Punkte pro Halbzeit: 41–37, 26–34.                              |                              |                                                             |             | Jamsil-Sporthalle, Seoul Zuschauer: 800 Schiedsrichter: Duranti (ITA), Abdul Seoud (EGY) |
| 23. September 1988 16:30 | Punkte: Goporo 17 Rebounds: Naoueyama 9 Assists: drei Spieler 2 |                              | Punkte: drei Spieler 13 Rebounds: de León 5 Assists: Cruz 6 |             | Jamsil-Sporthalle, Seoul Zuschauer: 800 Schiedsrichter: Duranti (ITA), Abdul Seoud (EGY) |
| 23. September 1988 16:30 |                                                                 |                              |                                                             |             | Jamsil-Sporthalle, Seoul Zuschauer: 800 Schiedsrichter: Duranti (ITA), Abdul Seoud (EGY) |

| 23. September 1988 19:30 |                                                                          | Südkorea | 73 – 110                                                                 | Sowjetunion | Jamsil-Sporthalle, Seoul Zuschauer: 12.000 Schiedsrichter: Milligan (NZL), Sánchez (ESP) |
| 23. September 1988 19:30 | Punkte pro Halbzeit: 38–59, 35–51.                                       |          |                                                                          |             | Jamsil-Sporthalle, Seoul Zuschauer: 12.000 Schiedsrichter: Milligan (NZL), Sánchez (ESP) |
| 23. September 1988 19:30 | Punkte: Kim H.-j. 18 Rebounds: Kim Y.-t. 10 Assists: Kim H.-j., Hur J. 2 |          | Punkte: Tarakanow 17 Rebounds: Goborow 8 Assists: Marčiulionis, Wolkow 4 |             | Jamsil-Sporthalle, Seoul Zuschauer: 12.000 Schiedsrichter: Milligan (NZL), Sánchez (ESP) |
| 23. September 1988 19:30 |                                                                          |          |                                                                          |             | Jamsil-Sporthalle, Seoul Zuschauer: 12.000 Schiedsrichter: Milligan (NZL), Sánchez (ESP) |

| 23. September 1988 21:30 |                                                                         | Australien | 78 – 98                                                         | Jugoslawien | Jamsil-Sporthalle, Seoul Zuschauer: 4.000 Schiedsrichter: Steeves (CAN), Rigas (GRE) |
| 23. September 1988 21:30 | Punkte pro Halbzeit: 32–52, 46–46.                                      |            |                                                                 |             | Jamsil-Sporthalle, Seoul Zuschauer: 4.000 Schiedsrichter: Steeves (CAN), Rigas (GRE) |
| 23. September 1988 21:30 | Punkte: Gaze 25 Rebounds: Gaze, Sengstock 5 Assists: Smyth, Sengstock 4 |            | Punkte: Petrović 17 Rebounds: Rađa 8 Assists: Petrović, Kukoč 5 |             | Jamsil-Sporthalle, Seoul Zuschauer: 4.000 Schiedsrichter: Steeves (CAN), Rigas (GRE) |
| 23. September 1988 21:30 |                                                                         |            |                                                                 |             | Jamsil-Sporthalle, Seoul Zuschauer: 4.000 Schiedsrichter: Steeves (CAN), Rigas (GRE) |

| 24. September 1988 16:30 |                                                             | Australien | 95 – 75                                                            | Südkorea | Jamsil-Sporthalle, Seoul Zuschauer: 11.000 Schiedsrichter: Sugiura (JPN), Mainini (FRA) |
| 24. September 1988 16:30 | Punkte pro Halbzeit: 51–39, 44–36.                          |            |                                                                    |          | Jamsil-Sporthalle, Seoul Zuschauer: 11.000 Schiedsrichter: Sugiura (JPN), Mainini (FRA) |
| 24. September 1988 16:30 | Punkte: Gaze 27 Rebounds: Sengstock 10 Assists: Sengstock 4 |            | Punkte: Lee C.-h. 22 Rebounds: Kim Y.-t. 9 Assists: vier Spieler 1 |          | Jamsil-Sporthalle, Seoul Zuschauer: 11.000 Schiedsrichter: Sugiura (JPN), Mainini (FRA) |
| 24. September 1988 16:30 |                                                             |            |                                                                    |          | Jamsil-Sporthalle, Seoul Zuschauer: 11.000 Schiedsrichter: Sugiura (JPN), Mainini (FRA) |

| 24. September 1988 19:30 |                                                                  | Zentralafrikanische Republik | 78 – 87                                                        | Sowjetunion | Jamsil-Sporthalle, Seoul Zuschauer: 8.000 Schiedsrichter: Kotleba (TCH), Zhu (CHN) |
| 24. September 1988 19:30 | Punkte pro Halbzeit: 31–40, 47–47.                               |                              |                                                                |             | Jamsil-Sporthalle, Seoul Zuschauer: 8.000 Schiedsrichter: Kotleba (TCH), Zhu (CHN) |
| 24. September 1988 19:30 | Punkte: Lavodrama 27 Rebounds: Lavodrama 10 Assists: Lavodrama 6 |                              | Punkte: Marčiulionis 17 Rebounds: Sabonis 10 Assists: Wolkow 3 |             | Jamsil-Sporthalle, Seoul Zuschauer: 8.000 Schiedsrichter: Kotleba (TCH), Zhu (CHN) |
| 24. September 1988 19:30 |                                                                  |                              |                                                                |             | Jamsil-Sporthalle, Seoul Zuschauer: 8.000 Schiedsrichter: Kotleba (TCH), Zhu (CHN) |

| 24. September 1988 21:30 |                                                   | Puerto Rico | 74 – 72                                                       | Jugoslawien | Jamsil-Sporthalle, Seoul Zuschauer: 6.000 Schiedsrichter: Forte (USA), Zych (POL) |
| 24. September 1988 21:30 | Punkte pro Halbzeit: 36–37, 38–35.                |             |                                                               |             | Jamsil-Sporthalle, Seoul Zuschauer: 6.000 Schiedsrichter: Forte (USA), Zych (POL) |
| 24. September 1988 21:30 | Punkte: Cruz 18 Rebounds: Rivas 9 Assists: Cruz 6 |             | Punkte: Rađa 14 Rebounds: Vranković 8 Assists: fünf Spieler 1 |             | Jamsil-Sporthalle, Seoul Zuschauer: 6.000 Schiedsrichter: Forte (USA), Zych (POL) |
| 24. September 1988 21:30 |                                                   |             |                                                               |             | Jamsil-Sporthalle, Seoul Zuschauer: 6.000 Schiedsrichter: Forte (USA), Zych (POL) |

### Gruppe B
| Rang | Nation             | Spiele | Siege | Ndlg. | Körbe   | Diff. | Punkte | Qualifikation  |
| ---- | ------------------ | ------ | ----- | ----- | ------- | ----- | ------ | -------------- |
| 1.   | Vereinigte Staaten | 5      | 5     | 0     | 485:302 | +183  | 10     | Viertelfinale  |
| 2.   | Spanien            | 5      | 4     | 1     | 484:435 | +49   | 9      | Viertelfinale  |
| 3.   | Brasilien          | 5      | 3     | 2     | 590:522 | +68   | 8      | Viertelfinale  |
| 4.   | Kanada             | 5      | 2     | 3     | 479:455 | +24   | 7      | Viertelfinale  |
| 5.   | China              | 5      | 1     | 4     | 433:527 | −94   | 6      | Platz 9 bis 12 |
| 6.   | Ägypten            | 5      | 0     | 5     | 338:568 | −230  | 5      | Platz 9 bis 12 |

| 17. September 1988 19:30 |                                                                   | China | 98 – 84                                                             | Ägypten | Jamsil-Sporthalle, Seoul Zuschauer: 11.000 Schiedsrichter: Jungebrand (FIN), Milligan (NZL) |
| 17. September 1988 19:30 | Punkte pro Halbzeit: 47–43, 51–41.                                |       |                                                                     |         | Jamsil-Sporthalle, Seoul Zuschauer: 11.000 Schiedsrichter: Jungebrand (FIN), Milligan (NZL) |
| 17. September 1988 19:30 | Punkte: Zhang Y. 30 Rebounds: Sun F., Zhang B. 8 Assists: Li Y. 7 |       | Punkte: El-Kordy 19 Rebounds: Mahmoud Ali 8 Assists: Abu Al-Khair 3 |         | Jamsil-Sporthalle, Seoul Zuschauer: 11.000 Schiedsrichter: Jungebrand (FIN), Milligan (NZL) |
| 17. September 1988 19:30 |                                                                   |       |                                                                     |         | Jamsil-Sporthalle, Seoul Zuschauer: 11.000 Schiedsrichter: Jungebrand (FIN), Milligan (NZL) |

| 17. September 1988 21:30 |                                                                  | Brasilien | 125 – 109                                                      | Kanada | Jamsil-Sporthalle, Seoul Zuschauer: 8.000 Schiedsrichter: Dawidow (URS), Gibač (YUG) |
| 17. September 1988 21:30 | Punkte pro Halbzeit: 56–45, 69–64.                               |           |                                                                |        | Jamsil-Sporthalle, Seoul Zuschauer: 8.000 Schiedsrichter: Dawidow (URS), Gibač (YUG) |
| 17. September 1988 21:30 | Punkte: Schmidt 36 Rebounds: Schmidt, Gerson 10 Assists: Maury 4 |           | Punkte: Kristmanson 25 Rebounds: Yearwood 7 Assists: Pasqual 4 |        | Jamsil-Sporthalle, Seoul Zuschauer: 8.000 Schiedsrichter: Dawidow (URS), Gibač (YUG) |
| 17. September 1988 21:30 |                                                                  |           |                                                                |        | Jamsil-Sporthalle, Seoul Zuschauer: 8.000 Schiedsrichter: Dawidow (URS), Gibač (YUG) |

| 18. September 1988 11:45 |                                                      | Spanien | 53 – 97                                                    | Vereinigte Staaten | Jamsil-Sporthalle, Seoul Zuschauer: 13.000 Schiedsrichter: Rigas (GRE), Hunt (AUS) |
| 18. September 1988 11:45 | Punkte pro Halbzeit: 32–48, 21–49.                   |         |                                                            |                    | Jamsil-Sporthalle, Seoul Zuschauer: 13.000 Schiedsrichter: Rigas (GRE), Hunt (AUS) |
| 18. September 1988 11:45 | Punkte: Montero 12 Rebounds: Martín 5 Assists: Epi 3 |         | Punkte: Robinson 16 Rebounds: Robinson 11 Assists: Smith 3 |                    | Jamsil-Sporthalle, Seoul Zuschauer: 13.000 Schiedsrichter: Rigas (GRE), Hunt (AUS) |
| 18. September 1988 11:45 |                                                      |         |                                                            |                    | Jamsil-Sporthalle, Seoul Zuschauer: 13.000 Schiedsrichter: Rigas (GRE), Hunt (AUS) |

| 20. September 1988 9:45 |                                                          | Brasilien | 130 – 108                                                         | China | Jamsil-Sporthalle, Seoul Zuschauer: 2.500 Schiedsrichter: Duranti (ITA), Taboubi (TUN) |
| 20. September 1988 9:45 | Punkte pro Halbzeit: 72–61, 58–47.                       |           |                                                                   |       | Jamsil-Sporthalle, Seoul Zuschauer: 2.500 Schiedsrichter: Duranti (ITA), Taboubi (TUN) |
| 20. September 1988 9:45 | Punkte: Schmidt 44 Rebounds: Schmidt 10 Assists: Cadum 4 |           | Punkte: Song L. 23 Rebounds: Song L. 6 Assists: Gong L., Sun F. 2 |       | Jamsil-Sporthalle, Seoul Zuschauer: 2.500 Schiedsrichter: Duranti (ITA), Taboubi (TUN) |
| 20. September 1988 9:45 |                                                          |           |                                                                   |       | Jamsil-Sporthalle, Seoul Zuschauer: 2.500 Schiedsrichter: Duranti (ITA), Taboubi (TUN) |

| 20. September 1988 11:45 |                                                                  | Kanada | 70 – 76                                                          | Vereinigte Staaten | Jamsil-Sporthalle, Seoul Zuschauer: 7.500 Schiedsrichter: García (PUR), Grigorjow (URS) |
| 20. September 1988 11:45 | Punkte pro Halbzeit: 42–40, 28–36.                               |        |                                                                  |                    | Jamsil-Sporthalle, Seoul Zuschauer: 7.500 Schiedsrichter: García (PUR), Grigorjow (URS) |
| 20. September 1988 11:45 | Punkte: Kristmanson 25 Rebounds: Yearwood 11 Assists: Pasquale 5 |        | Punkte: Hawkins 13 Rebounds: Robinson, Augmon 5 Assists: Smith 2 |                    | Jamsil-Sporthalle, Seoul Zuschauer: 7.500 Schiedsrichter: García (PUR), Grigorjow (URS) |
| 20. September 1988 11:45 |                                                                  |        |                                                                  |                    | Jamsil-Sporthalle, Seoul Zuschauer: 7.500 Schiedsrichter: García (PUR), Grigorjow (URS) |

| 20. September 1988 16:30 |                                                                     | Ägypten | 70 – 113                                                   | Spanien | Jamsil-Sporthalle, Seoul Zuschauer: 2.000 Schiedsrichter: Jang (KOR), Rubinsztein (ARG) |
| 20. September 1988 16:30 | Punkte pro Halbzeit: 44–57, 26–56.                                  |         |                                                            |         | Jamsil-Sporthalle, Seoul Zuschauer: 2.000 Schiedsrichter: Jang (KOR), Rubinsztein (ARG) |
| 20. September 1988 16:30 | Punkte: Attalah 13 Rebounds: El-Kordy 4 Assists: Khalil, El-Kordy 1 |         | Punkte: Villacampa 20 Rebounds: Martínez 11 Assists: Epi 3 |         | Jamsil-Sporthalle, Seoul Zuschauer: 2.000 Schiedsrichter: Jang (KOR), Rubinsztein (ARG) |
| 20. September 1988 16:30 |                                                                     |         |                                                            |         | Jamsil-Sporthalle, Seoul Zuschauer: 2.000 Schiedsrichter: Jang (KOR), Rubinsztein (ARG) |

| 21. September 1988 9:45 |                                                                 | Brasilien | 87 – 102                                          | Vereinigte Staaten | Jamsil-Sporthalle, Seoul Zuschauer: 8.000 Schiedsrichter: Dawidow (URS), Zych (POL) |
| 21. September 1988 9:45 | Punkte pro Halbzeit: 55–63, 32–39.                              |           |                                                   |                    | Jamsil-Sporthalle, Seoul Zuschauer: 8.000 Schiedsrichter: Dawidow (URS), Zych (POL) |
| 21. September 1988 9:45 | Punkte: Schmidt 31 Rebounds: Schmidt, Israel 7 Assists: Maury 3 |           | Punkte: Reid 16 Rebounds: Reid 8 Assists: Smith 3 |                    | Jamsil-Sporthalle, Seoul Zuschauer: 8.000 Schiedsrichter: Dawidow (URS), Zych (POL) |
| 21. September 1988 9:45 |                                                                 |           |                                                   |                    | Jamsil-Sporthalle, Seoul Zuschauer: 8.000 Schiedsrichter: Dawidow (URS), Zych (POL) |

| 21. September 1988 11:45 |                                                                            | Kanada | 117 – 64                                                                        | Ägypten | Jamsil-Sporthalle, Seoul Zuschauer: 2.000 Schiedsrichter: Sugiura (JPN), Hunt (AUS) |
| 21. September 1988 11:45 | Punkte pro Halbzeit: 61–32, 56–32.                                         |        |                                                                                 |         | Jamsil-Sporthalle, Seoul Zuschauer: 2.000 Schiedsrichter: Sugiura (JPN), Hunt (AUS) |
| 21. September 1988 11:45 | Punkte: Tilleman 29 Rebounds: Walton, Raffin 5 Assists: Tilleman, Raffin 3 |        | Punkte: Abu Al-Khair 12 Rebounds: El-Shakeri, Mohamed 3 Assists: Abu Al-Khair 3 |         | Jamsil-Sporthalle, Seoul Zuschauer: 2.000 Schiedsrichter: Sugiura (JPN), Hunt (AUS) |
| 21. September 1988 11:45 |                                                                            |        |                                                                                 |         | Jamsil-Sporthalle, Seoul Zuschauer: 2.000 Schiedsrichter: Sugiura (JPN), Hunt (AUS) |

| 21. September 1988 14:30 |                                                           | China | 74 – 106                                                           | Spanien | Jamsil-Sporthalle, Seoul Zuschauer: 7.000 Schiedsrichter: Lee (KOR), Gibač (YUG) |
| 21. September 1988 14:30 | Punkte pro Halbzeit: 43–59, 31−47.                        |       |                                                                    |         | Jamsil-Sporthalle, Seoul Zuschauer: 7.000 Schiedsrichter: Lee (KOR), Gibač (YUG) |
| 21. September 1988 14:30 | Punkte: Wang F. 21 Rebounds: Song L. 6 Assists: Wang L. 3 |       | Punkte: Villacampa 18 Rebounds: Arcega 8 Assists: Epi, Solozábal 5 |         | Jamsil-Sporthalle, Seoul Zuschauer: 7.000 Schiedsrichter: Lee (KOR), Gibač (YUG) |
| 21. September 1988 14:30 |                                                           |       |                                                                    |         | Jamsil-Sporthalle, Seoul Zuschauer: 7.000 Schiedsrichter: Lee (KOR), Gibač (YUG) |

| 23. September 1988 9:45 |                                                                 | Kanada | 84 – 94                                                             | Spanien | Jamsil-Sporthalle, Seoul Zuschauer: 2.500 Schiedsrichter: García (PUR), Kotleba (TCH) |
| 23. September 1988 9:45 | Punkte pro Halbzeit: 51–45, 33−49.                              |        |                                                                     |         | Jamsil-Sporthalle, Seoul Zuschauer: 2.500 Schiedsrichter: García (PUR), Kotleba (TCH) |
| 23. September 1988 9:45 | Punkte: Tilleman 37 Rebounds: Yearwood 6 Assists: Kristmanson 2 |        | Punkte: Jiménez 23 Rebounds: Jiménez, Martín 9 Assists: Solozábal 7 |         | Jamsil-Sporthalle, Seoul Zuschauer: 2.500 Schiedsrichter: García (PUR), Kotleba (TCH) |
| 23. September 1988 9:45 |                                                                 |        |                                                                     |         | Jamsil-Sporthalle, Seoul Zuschauer: 2.500 Schiedsrichter: García (PUR), Kotleba (TCH) |

| 23. September 1988 11:45 |                                                         | Brasilien | 138 – 85                                                      | Ägypten | Jamsil-Sporthalle, Seoul Zuschauer: 2.500 Schiedsrichter: Weeks (AUS), Totschew (BUL) |
| 23. September 1988 11:45 | Punkte pro Halbzeit: 66–38, 72–47.                      |           |                                                               |         | Jamsil-Sporthalle, Seoul Zuschauer: 2.500 Schiedsrichter: Weeks (AUS), Totschew (BUL) |
| 23. September 1988 11:45 | Punkte: Schmidt 39 Rebounds: Gerson 9 Assists: Maury 11 |           | Punkte: Attalah 22 Rebounds: Mahmoud Ali 7 Assists: Attalah 5 |         | Jamsil-Sporthalle, Seoul Zuschauer: 2.500 Schiedsrichter: Weeks (AUS), Totschew (BUL) |
| 23. September 1988 11:45 |                                                         |           |                                                               |         | Jamsil-Sporthalle, Seoul Zuschauer: 2.500 Schiedsrichter: Weeks (AUS), Totschew (BUL) |

| 23. September 1988 14:30 |                                                                   | China | 57 – 108                                                          | Vereinigte Staaten | Jamsil-Sporthalle, Seoul Zuschauer: 5.000 Schiedsrichter: Jang (KOR), Grigorjow (URS) |
| 23. September 1988 14:30 | Punkte pro Halbzeit: 29–59, 28–49.                                |       |                                                                   |                    | Jamsil-Sporthalle, Seoul Zuschauer: 5.000 Schiedsrichter: Jang (KOR), Grigorjow (URS) |
| 23. September 1988 14:30 | Punkte: Song L. 20 Rebounds: Song L. 9 Assists: Song L., Sun F. 2 |       | Punkte: Majerle 20 Rebounds: Majerle, Smith 9 Assists: Richmond 5 |                    | Jamsil-Sporthalle, Seoul Zuschauer: 5.000 Schiedsrichter: Jang (KOR), Grigorjow (URS) |
| 23. September 1988 14:30 |                                                                   |       |                                                                   |                    | Jamsil-Sporthalle, Seoul Zuschauer: 5.000 Schiedsrichter: Jang (KOR), Grigorjow (URS) |

| 24. September 1988 9:45 |                                                         | Kanada | 99 – 96                                                           | China | Jamsil-Sporthalle, Seoul Zuschauer: 1.800 Schiedsrichter: Lee (KOR), Dawidow (URS) |
| 24. September 1988 9:45 | Punkte pro Halbzeit: 56–52, 43–44.                      |        |                                                                   |       | Jamsil-Sporthalle, Seoul Zuschauer: 1.800 Schiedsrichter: Lee (KOR), Dawidow (URS) |
| 24. September 1988 9:45 | Punkte: Triano 20 Rebounds: Hatch 8 Assists: Pasquale 6 |        | Punkte: Zhang Y. 34 Rebounds: Huang Y. 4 Assists: sechs Spieler 1 |       | Jamsil-Sporthalle, Seoul Zuschauer: 1.800 Schiedsrichter: Lee (KOR), Dawidow (URS) |
| 24. September 1988 9:45 |                                                         |        |                                                                   |       | Jamsil-Sporthalle, Seoul Zuschauer: 1.800 Schiedsrichter: Lee (KOR), Dawidow (URS) |

| 24. September 1988 11:45 |                                                                               | Ägypten | 35 – 102                                                              | Vereinigte Staaten | Jamsil-Sporthalle, Seoul Zuschauer: 4.000 Schiedsrichter: Taboubi (TUN), Gibač (YUG) |
| 24. September 1988 11:45 | Punkte pro Halbzeit: 21–62, 14–40.                                            |         |                                                                       |                    | Jamsil-Sporthalle, Seoul Zuschauer: 4.000 Schiedsrichter: Taboubi (TUN), Gibač (YUG) |
| 24. September 1988 11:45 | Punkte: Al-Sayid Ismail, Mohamed 6 Rebounds: Khalil 4 Assists: drei Spieler 2 |         | Punkte: Majerle, Robinson 18 Rebounds: Manning 11 Assists: Richmond 8 |                    | Jamsil-Sporthalle, Seoul Zuschauer: 4.000 Schiedsrichter: Taboubi (TUN), Gibač (YUG) |
| 24. September 1988 11:45 |                                                                               |         |                                                                       |                    | Jamsil-Sporthalle, Seoul Zuschauer: 4.000 Schiedsrichter: Taboubi (TUN), Gibač (YUG) |

| 24. September 1988 14:30 |                                                          | Brasilien | 110 – 118                                                 | Spanien | Jamsil-Sporthalle, Seoul Zuschauer: 9.000 Schiedsrichter: Rubinsztein (ARG), Rigas (GRE) |
| 24. September 1988 14:30 | Punkte pro Halbzeit: 57–61, 53–57.                       |           |                                                           |         | Jamsil-Sporthalle, Seoul Zuschauer: 9.000 Schiedsrichter: Rubinsztein (ARG), Rigas (GRE) |
| 24. September 1988 14:30 | Punkte: Schmidt 55 Rebounds: Israel 6 Assists: Schmidt 4 |           | Punkte: Jiménez 27 Rebounds: Jiménez 9 Assists: Montero 3 |         | Jamsil-Sporthalle, Seoul Zuschauer: 9.000 Schiedsrichter: Rubinsztein (ARG), Rigas (GRE) |
| 24. September 1988 14:30 |                                                          |           |                                                           |         | Jamsil-Sporthalle, Seoul Zuschauer: 9.000 Schiedsrichter: Rubinsztein (ARG), Rigas (GRE) |

## Finalrunde
| Viertelfinale | Viertelfinale      | Viertelfinale |                  |                    | Halbfinale       | Halbfinale       | Halbfinale |                  |                    | Platzierungsspiele | Platzierungsspiele | Platzierungsspiele |
|               |                    |               |                  |                    |                  |                  |            |                  |                    |                    |                    |                    |
| A1            | Jugoslawien        | 95            |                  |                    |                  |                  |            |                  |                    |                    |                    |                    |
| B4            | Kanada             | 73            |                  |                    |                  |                  |            |                  |                    |                    |                    |                    |
|               |                    |               | A1               | Jugoslawien        | 91               |                  |            |                  |                    |                    |                    |                    |
|               |                    |               |                  | A3                 | Australien       | 70               |            |                  |                    |                    |                    |                    |
| B2            | Spanien            | 74            |                  |                    |                  |                  |            |                  |                    |                    |                    |                    |
| A3            | Australien         | 77            |                  |                    |                  |                  | Endspiel   | Endspiel         | Endspiel           |                    |                    |                    |
|               |                    |               | A1               | Jugoslawien        | 63               |                  |            |                  |                    |                    |                    |                    |
|               |                    |               |                  | A2                 | Sowjetunion      | 76               |            |                  |                    |                    |                    |                    |
| B1            | Vereinigte Staaten | 94            |                  |                    |                  |                  |            |                  |                    |                    |                    |                    |
| A4            | Puerto Rico        | 57            |                  |                    |                  |                  |            |                  |                    |                    |                    |                    |
|               |                    |               | B1               | Vereinigte Staaten | 76               |                  |            |                  |                    |                    |                    |                    |
|               |                    |               |                  | A2                 | Sowjetunion      | 82               |            | Spiel um Platz 3 | Spiel um Platz 3   | Spiel um Platz 3   |                    |                    |
| A2            | Sowjetunion        | 110           |                  |                    |                  | A3               | Australien | 49               |                    |                    |                    |                    |
| B3            | Brasilien          | 105           |                  |                    |                  |                  |            | B1               | Vereinigte Staaten | 78                 |                    |                    |
|               |                    |               |                  |                    |                  |                  |            |                  |                    |                    |                    |                    |
|               |                    |               |                  |                    | B3               | Brasilien        | 104        |                  |                    |                    |                    |                    |
| A4            | Puerto Rico        | 86            |                  | Spiel um Platz 5   | Spiel um Platz 5 | Spiel um Platz 5 |            |                  |                    |                    |                    |                    |
|               |                    |               | B3               | Brasilien          | 106              |                  |            |                  |                    |                    |                    |                    |
|               |                    |               |                  | B4                 | Kanada           | 90               |            |                  |                    |                    |                    |                    |
| B4            | Kanada             | 96            |                  |                    |                  |                  |            |                  |                    |                    |                    |                    |
| B2            | Spanien            | 91            |                  |                    |                  |                  |            |                  |                    |                    |                    |                    |
|               |                    |               | Spiel um Platz 7 |                    |                  |                  |            |                  |                    |                    |                    |                    |
|               |                    |               | A4               | Puerto Rico        | 93               |                  |            |                  |                    |                    |                    |                    |
| B2            | Spanien            | 92            |                  |                    |                  |                  |            |                  |                    |                    |                    |                    |
|               |                    |               |                  |                    |                  |                  |            |                  |                    |                    |                    |                    |

|  | Platzierungsspiele 9-11 | Platzierungsspiele 9-11      | Platzierungsspiele 9-11 |                   |  | Spiel um Platz 9 | Spiel um Platz 9             | Spiel um Platz 9 |
|  |                         |                              |                         |                   |  |                  |                              |                  |
|  |                         |                              |                         |                   |  |                  |                              |                  |
|  | A5                      | Zentralafrikanische Republik | 63                      |                   |  |                  |                              |                  |
|  | B6                      | Ägypten                      | 57                      |                   |  | A5               | Zentralafrikanische Republik | 81               |
|  |                         |                              |                         |                   |  | A6               | Südkorea                     | 89               |
|  |                         |                              |                         |                   |  |                  |                              |                  |
|  |                         |                              |                         | Spiel um Platz 11 |  |                  |                              |                  |
|  | B5                      | China                        | 90                      |                   |  |                  |                              |                  |
|  | A6                      | Südkorea                     | 93                      |                   |  | B6               | Ägypten                      | 75               |
|  |                         |                              |                         |                   |  | B5               | China                        | 97               |
|  |                         |                              |                         |                   |  |                  |                              |                  |

### Viertelfinale
| 26. September 1988 11:45 Uhr |                                                              | Vereinigte Staaten | 94 – 57                                           | Puerto Rico | Jamsil-Sporthalle, Seoul Zuschauer: 8.000 Schiedsrichter: Yvan Mainini (FRA), Kostas Rigas (GRE) |
| 26. September 1988 11:45 Uhr | Punkte pro Halbzeit: 48:28, 46:29.                           |                    |                                                   |             | Jamsil-Sporthalle, Seoul Zuschauer: 8.000 Schiedsrichter: Yvan Mainini (FRA), Kostas Rigas (GRE) |
| 26. September 1988 11:45 Uhr | Punkte: Manning 18 Rebounds: Manning 7 Assists: C.D. Smith 3 |                    | Punkte: Cruz 12 Rebounds: Mincy 8 Assists: Cruz 4 |             | Jamsil-Sporthalle, Seoul Zuschauer: 8.000 Schiedsrichter: Yvan Mainini (FRA), Kostas Rigas (GRE) |
| 26. September 1988 11:45 Uhr |                                                              |                    |                                                   |             | Jamsil-Sporthalle, Seoul Zuschauer: 8.000 Schiedsrichter: Yvan Mainini (FRA), Kostas Rigas (GRE) |

| 26. September 1988 16:30 Uhr |                                                                          | Spanien | 74 – 77                                                                             | Australien | Jamsil-Sporthalle, Seoul Zuschauer: 2.000 Schiedsrichter: Aníbal García (PUR), Antonio Affini (BRA) |
| 26. September 1988 16:30 Uhr | Punkte pro Halbzeit: 40:41, 34:36.                                       |         |                                                                                     |            | Jamsil-Sporthalle, Seoul Zuschauer: 2.000 Schiedsrichter: Aníbal García (PUR), Antonio Affini (BRA) |
| 26. September 1988 16:30 Uhr | Punkte: San Epifanio 17 Rebounds: Martínez, Jiménez 7 Assists: Montero 3 |         | Punkte: Gaze 28 Rebounds: Sengstock 5 Assists: Smyth, Carroll, Sengstock, Longley 1 |            | Jamsil-Sporthalle, Seoul Zuschauer: 2.000 Schiedsrichter: Aníbal García (PUR), Antonio Affini (BRA) |
| 26. September 1988 16:30 Uhr |                                                                          |         |                                                                                     |            | Jamsil-Sporthalle, Seoul Zuschauer: 2.000 Schiedsrichter: Aníbal García (PUR), Antonio Affini (BRA) |

| 26. September 1988 19:30 Uhr |                                                                                  | Sowjetunion | 110 – 105                                               | Brasilien | Jamsil-Sporthalle, Seoul Zuschauer: 10.000 Schiedsrichter: John Weiland (CAN), Ľubomír Kotleba (TCH) |
| 26. September 1988 19:30 Uhr | Punkte pro Halbzeit: 53:58, 57:47.                                               |             |                                                         |           | Jamsil-Sporthalle, Seoul Zuschauer: 10.000 Schiedsrichter: John Weiland (CAN), Ľubomír Kotleba (TCH) |
| 26. September 1988 19:30 Uhr | Punkte: Kurtinaitis 24 Rebounds: Sabonis 9 Assists: Sabonis, Tarakanow, Wolkow 2 |             | Punkte: Schmidt 46 Rebounds: Israel 11 Assists: Maury 5 |           | Jamsil-Sporthalle, Seoul Zuschauer: 10.000 Schiedsrichter: John Weiland (CAN), Ľubomír Kotleba (TCH) |
| 26. September 1988 19:30 Uhr |                                                                                  |             |                                                         |           | Jamsil-Sporthalle, Seoul Zuschauer: 10.000 Schiedsrichter: John Weiland (CAN), Ľubomír Kotleba (TCH) |

| 26. September 1988 21:30 Uhr |                                                                                | Jugoslawien | 95 – 73                                                       | Kanada | Jamsil-Sporthalle, Seoul Zuschauer: 3.500 Schiedsrichter: Joe Forte (USA), Stavros Douvis (GRE) |
| 26. September 1988 21:30 Uhr | Punkte pro Halbzeit: 40:26, 55:47.                                             |             |                                                               |        | Jamsil-Sporthalle, Seoul Zuschauer: 3.500 Schiedsrichter: Joe Forte (USA), Stavros Douvis (GRE) |
| 26. September 1988 21:30 Uhr | Punkte: Divac 17 Rebounds: Vranković 9 Assists: Cvjetićanin, Divac, Petrović 2 |             | Punkte: Walton 17 Rebounds: Mungar, Walton 7 Assists: Hatch 2 |        | Jamsil-Sporthalle, Seoul Zuschauer: 3.500 Schiedsrichter: Joe Forte (USA), Stavros Douvis (GRE) |
| 26. September 1988 21:30 Uhr |                                                                                |             |                                                               |        | Jamsil-Sporthalle, Seoul Zuschauer: 3.500 Schiedsrichter: Joe Forte (USA), Stavros Douvis (GRE) |

### Halbfinale
| 28. September 1988 12:00 Uhr |                                                            | Vereinigte Staaten | 76 – 82                                                       | Sowjetunion | Jamsil-Sporthalle, Seoul Zuschauer: 13.000 Schiedsrichter: Antonio Affini (BRA), Vicente Sánchez (ESP) |
| 28. September 1988 12:00 Uhr | Punkte pro Halbzeit: 37:47, 39:35.                         |                    |                                                               |             | Jamsil-Sporthalle, Seoul Zuschauer: 13.000 Schiedsrichter: Antonio Affini (BRA), Vicente Sánchez (ESP) |
| 28. September 1988 12:00 Uhr | Punkte: Robinson 19 Rebounds: Robinson 12 Assists: Coles 2 |                    | Punkte: Kurtinaitis 28 Rebounds: Sabonis 13 Assists: Wolkow 5 |             | Jamsil-Sporthalle, Seoul Zuschauer: 13.000 Schiedsrichter: Antonio Affini (BRA), Vicente Sánchez (ESP) |
| 28. September 1988 12:00 Uhr |                                                            |                    |                                                               |             | Jamsil-Sporthalle, Seoul Zuschauer: 13.000 Schiedsrichter: Antonio Affini (BRA), Vicente Sánchez (ESP) |

| 28. September 1988 16:30 Uhr |                                                            | Jugoslawien | 91 – 70                                                         | Australien | Jamsil-Sporthalle, Seoul Zuschauer: 4.000 Schiedsrichter: Jorge Rubinsztein (ARG), Wiesław Zych (POL) |
| 28. September 1988 16:30 Uhr | Punkte pro Halbzeit: 44:31, 47:39.                         |             |                                                                 |            | Jamsil-Sporthalle, Seoul Zuschauer: 4.000 Schiedsrichter: Jorge Rubinsztein (ARG), Wiesław Zych (POL) |
| 28. September 1988 16:30 Uhr | Punkte: Petrović 24 Rebounds: Divac 10 Assists: Petrović 3 |             | Punkte: Gaze 27 Rebounds: Borner, Vlahov 4 Assists: Sengstock 4 |            | Jamsil-Sporthalle, Seoul Zuschauer: 4.000 Schiedsrichter: Jorge Rubinsztein (ARG), Wiesław Zych (POL) |
| 28. September 1988 16:30 Uhr |                                                            |             |                                                                 |            | Jamsil-Sporthalle, Seoul Zuschauer: 4.000 Schiedsrichter: Jorge Rubinsztein (ARG), Wiesław Zych (POL) |

### Platzierungsrunde 9 bis 12
| 26. September 1988 9:45 Uhr |                                                                         | Zentralafrikanische Republik | 63 – 57                                                  | Ägypten | Jamsil-Sporthalle, Seoul Zuschauer: 2.500 Schiedsrichter: Fang Lijian (CHN), Michail Grigorjew |
| 26. September 1988 9:45 Uhr | Punkte pro Halbzeit: 33:31, 30:26.                                      |                              |                                                          |         | Jamsil-Sporthalle, Seoul Zuschauer: 2.500 Schiedsrichter: Fang Lijian (CHN), Michail Grigorjew |
| 26. September 1988 9:45 Uhr | Punkte: F. Goporo, Bella 15 Rebounds: Lavodrama 16 Assists: Lavodrama 7 |                              | Punkte: Khalil 17 Rebounds: Khalil 8 Assists: Al-Khair 4 |         | Jamsil-Sporthalle, Seoul Zuschauer: 2.500 Schiedsrichter: Fang Lijian (CHN), Michail Grigorjew |
| 26. September 1988 9:45 Uhr |                                                                         |                              |                                                          |         | Jamsil-Sporthalle, Seoul Zuschauer: 2.500 Schiedsrichter: Fang Lijian (CHN), Michail Grigorjew |

| 26. September 1988 14:30 Uhr |                                                 | China | 90 – 93                                                                          | Südkorea | Jamsil-Sporthalle, Seoul Zuschauer: 11.000 Schiedsrichter: Bruno Duranti (ITA), Vicente Sánchez (ESP) |
| 26. September 1988 14:30 Uhr | Punkte pro Halbzeit: 48:47, 42:46.              |       |                                                                                  |          | Jamsil-Sporthalle, Seoul Zuschauer: 11.000 Schiedsrichter: Bruno Duranti (ITA), Vicente Sánchez (ESP) |
| 26. September 1988 14:30 Uhr | Punkte: Li 22 Rebounds: Wang L. 7 Assists: Li 2 |       | Punkte: Kim H.-j. 17 Rebounds: Kim Y.-t. 12 Assists: Kim H.-j., Kim Y.-t., Yoo 2 |          | Jamsil-Sporthalle, Seoul Zuschauer: 11.000 Schiedsrichter: Bruno Duranti (ITA), Vicente Sánchez (ESP) |
| 26. September 1988 14:30 Uhr |                                                 |       |                                                                                  |          | Jamsil-Sporthalle, Seoul Zuschauer: 11.000 Schiedsrichter: Bruno Duranti (ITA), Vicente Sánchez (ESP) |

### Platzierungsrunde 5 bis 8
| 28. September 1988 9:45 |                                                             | Brasilien | 104 – 86                                                | Puerto Rico | Jamsil-Sporthalle, Seoul Zuschauer: 4.000 Schiedsrichter: Jang (KOR), Forte (USA) |
| 28. September 1988 9:45 | Punkte pro Halbzeit: 51–39, 53–47.                          |           |                                                         |             | Jamsil-Sporthalle, Seoul Zuschauer: 4.000 Schiedsrichter: Jang (KOR), Forte (USA) |
| 28. September 1988 9:45 | Punkte: Schmidt 46 Rebounds: Schmidt 9 Assists: Guerrinha 7 |           | Punkte: de León 19 Rebounds: de León 10 Assists: Cruz 2 |             | Jamsil-Sporthalle, Seoul Zuschauer: 4.000 Schiedsrichter: Jang (KOR), Forte (USA) |
| 28. September 1988 9:45 |                                                             |           |                                                         |             | Jamsil-Sporthalle, Seoul Zuschauer: 4.000 Schiedsrichter: Jang (KOR), Forte (USA) |

| 28. September 1988 14:30 |                                                        | Kanada | 96 – 91                                                          | Spanien | Jamsil-Sporthalle, Seoul Zuschauer: 5.000 Schiedsrichter: Rigas (GRE), Hunt (AUS) |
| 28. September 1988 14:30 | Punkte pro Halbzeit: 41–42, 55–49.                     |        |                                                                  |         | Jamsil-Sporthalle, Seoul Zuschauer: 5.000 Schiedsrichter: Rigas (GRE), Hunt (AUS) |
| 28. September 1988 14:30 | Punkte: Triano 27 Rebounds: Raffin 8 Assists: Raffin 4 |        | Punkte: drei Spieler 16 Rebounds: Jiménez 6 Assists: Solozábal 5 |         | Jamsil-Sporthalle, Seoul Zuschauer: 5.000 Schiedsrichter: Rigas (GRE), Hunt (AUS) |
| 28. September 1988 14:30 |                                                        |        |                                                                  |         | Jamsil-Sporthalle, Seoul Zuschauer: 5.000 Schiedsrichter: Rigas (GRE), Hunt (AUS) |

### Spiel um Platz 11
| 29. September 1988 14:30 |                                                              | Ägypten | 75 – 97                                                          | China | Jamsil-Sporthalle, Seoul Zuschauer: 6.000 Schiedsrichter: García (PUR), Taboubi (TUN) |
| 29. September 1988 14:30 | Punkte pro Halbzeit: 42–56, 33–41.                           |         |                                                                  |       | Jamsil-Sporthalle, Seoul Zuschauer: 6.000 Schiedsrichter: García (PUR), Taboubi (TUN) |
| 29. September 1988 14:30 | Punkte: Khalil 26 Rebounds: Moussa 6 Assists: drei Spieler 1 |         | Punkte: Zhang Y. 33 Rebounds: Song L. 12 Assists: drei Spieler 3 |       | Jamsil-Sporthalle, Seoul Zuschauer: 6.000 Schiedsrichter: García (PUR), Taboubi (TUN) |
| 29. September 1988 14:30 |                                                              |         |                                                                  |       | Jamsil-Sporthalle, Seoul Zuschauer: 6.000 Schiedsrichter: García (PUR), Taboubi (TUN) |

### Spiel um Platz 9
| 29. September 1988 16:30 |                                                              | Zentralafrikanische Republik | 81 – 89                                                          | Südkorea | Jamsil-Sporthalle, Seoul Zuschauer: 7.500 Schiedsrichter: Rigas (GRE), Abdul Seoud (EGY) |
| 29. September 1988 16:30 | Punkte pro Halbzeit: 41–43, 40–46.                           |                              |                                                                  |          | Jamsil-Sporthalle, Seoul Zuschauer: 7.500 Schiedsrichter: Rigas (GRE), Abdul Seoud (EGY) |
| 29. September 1988 16:30 | Punkte: Lavodrama 14 Rebounds: Lavodrama 12 Assists: Kotta 3 |                              | Punkte: Lee C.-h. 31 Rebounds: Lee M.-k. 11 Assists: Kim H.-j. 6 |          | Jamsil-Sporthalle, Seoul Zuschauer: 7.500 Schiedsrichter: Rigas (GRE), Abdul Seoud (EGY) |
| 29. September 1988 16:30 |                                                              |                              |                                                                  |          | Jamsil-Sporthalle, Seoul Zuschauer: 7.500 Schiedsrichter: Rigas (GRE), Abdul Seoud (EGY) |

### Spiel um Platz 7
| 29. September 1988 19:30 |                                                              | Puerto Rico | 93 – 92                                                     | Spanien | Jamsil-Sporthalle, Seoul Zuschauer: 10.000 Schiedsrichter: Steeves (CAN), Gibač (YUG) |
| 29. September 1988 19:30 | Punkte pro Halbzeit: 47–45, 46–47.                           |             |                                                             |         | Jamsil-Sporthalle, Seoul Zuschauer: 10.000 Schiedsrichter: Steeves (CAN), Gibač (YUG) |
| 29. September 1988 19:30 | Punkte: Morales 25 Rebounds: Ortiz, Mincy 8 Assists: Ortiz 4 |             | Punkte: Jiménez 31 Rebounds: Jiménez 8 Assists: Solozábal 6 |         | Jamsil-Sporthalle, Seoul Zuschauer: 10.000 Schiedsrichter: Steeves (CAN), Gibač (YUG) |
| 29. September 1988 19:30 |                                                              |             |                                                             |         | Jamsil-Sporthalle, Seoul Zuschauer: 10.000 Schiedsrichter: Steeves (CAN), Gibač (YUG) |

### Spiel um Platz 5
| 30. September 1988 9:45 |                                                                        | Brasilien | 106 – 90                                                 | Kanada | Jamsil-Sporthalle, Seoul Zuschauer: 6.000 Schiedsrichter: Totschew (BUL), Radonjić (YUG) |
| 30. September 1988 9:45 | Punkte pro Halbzeit: 43–39, 63–51.                                     |           |                                                          |        | Jamsil-Sporthalle, Seoul Zuschauer: 6.000 Schiedsrichter: Totschew (BUL), Radonjić (YUG) |
| 30. September 1988 9:45 | Punkte: Schmidt 41 Rebounds: Pipoka 17 Assists: Schmidt, Villas Boas 2 |           | Punkte: Triano 29 Rebounds: Hatch 10 Assists: Yearwood 3 |        | Jamsil-Sporthalle, Seoul Zuschauer: 6.000 Schiedsrichter: Totschew (BUL), Radonjić (YUG) |
| 30. September 1988 9:45 |                                                                        |           |                                                          |        | Jamsil-Sporthalle, Seoul Zuschauer: 6.000 Schiedsrichter: Totschew (BUL), Radonjić (YUG) |

### Spiel um Bronze
| 29. September 1988 21:30 Uhr |                                                               | Australien | 49 – 78                                                                                   | Vereinigte Staaten | Jamsil-Sporthalle, Seoul Zuschauer: 12.000 Schiedsrichter: Yvan Mainini (FRA), Stavros Douvis (GRE) |
| 29. September 1988 21:30 Uhr | Punkte pro Halbzeit: 29:52, 20:26.                            |            |                                                                                           |                    | Jamsil-Sporthalle, Seoul Zuschauer: 12.000 Schiedsrichter: Yvan Mainini (FRA), Stavros Douvis (GRE) |
| 29. September 1988 21:30 Uhr | Punkte: Andrew Gaze 17 Rebounds: Sengstock 6 Assists: Smyth 2 |            | Punkte: Richmond, Majerle, Robinson 12 Rebounds: Richmond, Robinson 7 Assists: Richmond 2 |                    | Jamsil-Sporthalle, Seoul Zuschauer: 12.000 Schiedsrichter: Yvan Mainini (FRA), Stavros Douvis (GRE) |
| 29. September 1988 21:30 Uhr |                                                               |            |                                                                                           |                    | Jamsil-Sporthalle, Seoul Zuschauer: 12.000 Schiedsrichter: Yvan Mainini (FRA), Stavros Douvis (GRE) |

### Finale
| 30. September 1988 12:00 Uhr |                                                           | Jugoslawien | 63 – 76                                                              | Sowjetunion | Jamsil-Sporthalle, Seoul Zuschauer: 12.000 Schiedsrichter: Antonio Affini (BRA), Joe Forte (USA) |
| 30. September 1988 12:00 Uhr | Punkte pro Halbzeit: 28:31, 35:45.                        |             |                                                                      |             | Jamsil-Sporthalle, Seoul Zuschauer: 12.000 Schiedsrichter: Antonio Affini (BRA), Joe Forte (USA) |
| 30. September 1988 12:00 Uhr | Punkte: Petrović 24 Rebounds: Divac 7 Assists: Petrović 4 |             | Punkte: Marčiulionis 21 Rebounds: Sabonis 15 Assists: Marčiulionis 6 |             | Jamsil-Sporthalle, Seoul Zuschauer: 12.000 Schiedsrichter: Antonio Affini (BRA), Joe Forte (USA) |
| 30. September 1988 12:00 Uhr |                                                           |             |                                                                      |             | Jamsil-Sporthalle, Seoul Zuschauer: 12.000 Schiedsrichter: Antonio Affini (BRA), Joe Forte (USA) |